# Gilles Nadeau
Pour les articles homonymes, voir Nadeau.
Gilles Nadeau, né le 13 février 1943 à Paris, est un réalisateur français.

## Biographie
Fils de l'éditeur, écrivain et critique littéraire Maurice Nadeau et frère de la comédienne Claire Nadeau, il suit des études de chinois à l'École des langues orientales. Il réalise un court métrage de fiction Salamalecs, puis anime le collectif Cinéma rouge de 1972 à 1975.
Documentaliste pour la télévision à partir de 1975, il travaille avec Jean-Pierre Allessandri, Christine Ockrent, Ivan Levaï, Anne Sinclair et un grand nombre de réalisateurs sur le magazine Vendredi (1975-1977), puis le Nouveau Vendredi (1978-1980) sur France 3. Il collabore ensuite au magazine Passion de Pierre Desfons sur TF1, au magazine Étoiles étoiles de Martine Jouhandeau et Frédéric Mitterrand (1983-1986), à la série d'émissions Chantez-le moi de Jean-François Kahn ainsi qu'à l'émission littéraire Boîte aux lettres de Jérôme Garcin de 1984 à 1986 pour lequel il réalise des portraits d'écrivains et de personnalités en archives.
En 1987, il participe à l'aventure de Cités-Cinés à la Grande Halle de la Villette, conçue par François Confino, architecte et scénographe. Il réalise la partie image de cette exposition-spectacle dédiée à la ville dans le cinéma de fiction : première du genre, elle combine des projections dans des décors. Par la suite, il travaille presque exclusivement pour la télévision comme réalisateur avec des producteurs comme Pierre Bouteiller, LMK (MK2), Morgane et Mei Chen Chalais (Licange).

### Éditeur, un héritage à assumer
En 2000, il crée le site Internet de la Quinzaine littéraire, bimensuel à vocation littéraire fondé et dirigé par Maurice Nadeau depuis 1966. Véritable base encyclopédique, dotée d'une indexation de mille six cents rubriques et sous-rubriques, cette base de données est un outil de recherche, valorisant les collections "papiers" de la Quinzaine littéraire, conservées par plus de cinq cents bibliothèques à travers le monde.
En 2014, Gilles Nadeau reprend les éditions Les Lettres Nouvelles-Maurice Nadeau et poursuit l'œuvre éditoriale dans une librairie qui porte le nom de son père, à Paris 5e, 3-5 rue Malebranche, rue où son père a vécu plus de soixante ans[réf. nécessaire]. Il affiche aussi des nouveautés avec des auteurs comme Zoé Bruneau, Guy Darol, Alexis Gloaguen, Gregory Rateau, Pascaline Mourier-Casile, Christine Spianti, Patryck Froissart.

### Vie familiale
Il est père de deux enfants, Laurent et Julien.[réf. nécessaire]

## Filmographie
- 1973 : Le charme discret de la démocratie bourgeoise 26 min Diffusion militante
- 1984 : Portraits en archives d'écrivains, de personnalités insérés dans l'émission littéraire Boîte aux lettres de Jérôme Garcin sur FR3 sujets de 8 à 25 minutes : Michel Polac - Colette - Cavanna - Anne Hébert - Jean-Edern Hallier - Frédéric Dard - Claude Simon - Jacques Lanzmann - Jean-Claude Brialy - Jacques Chirac - Les prix littéraires - Serge July - les académiciens - Intellectuels et le pouvoir - Sempé - Françoise Sagan - Reverzy - Marcel Achard - Alphonse Boudard - Marcel Pagnol - Jacques Laurent - François Nourissier - Henri Troyat - Robert Sabatier - Blaise Cendrars
- 1985 : Mai 68 connaît pas 45 min Coréalisation Jean Labib FR3
- 1985 : Portrait de Simone Signoret Boite aux lettres 25 min FR3
- 1986 : Objectif Hergé Boite aux lettres 52 min FR3
- 1987 : Les écrivains à Cannes. François Chalais 30 min FR3
- 1987 : Cités-Cinés exposition-spectacle à la Grande Halle de la Villette, Paris
- 1988 : Cités-Cinés exposition-spectacle à Gand (Belgique)
- 1988 : Génération (La Révolution introuvable) épisode 26 min Coréalisation Daniel Edinger, série de Patrick Rotman et Hervé Hamon La Cinq et TF1
- 1989 : Cinétrésors (Trésors de cinémathèques) M6 aime le cinéma
- 1990 : Cités-Cinés exposition-spectacle à Montréal (Québec)
- 1991 : Alain Resnais, Guy Pellaert. Rencontre autour de Gershwin 18 min inédit à la télévision
- 1992 : Jacques Laurent, itinéraire d'un frondeur 52 min coauteur Jérôme Garcin. Océaniques FR3
- 1992 : Martine chérie. (Martine Carol) 52 min coauteur Jacques Laurent, Canal +
- 1993 :
  - Les années fracture : la Grande guerre à l'écran 52 min Arte
  - Les années fracture : la Grande guerre en chanson 52 min Arte
- 1993 : Jean Poiret, un prince sans rire 52 min commentaire de Jean-Luc Seigle. Canal +
- 1994 : Les opérateurs de la Liberté 52 min Planète. La Libération de Paris par ceux qui l'ont filmée.
- 1994 : Les années transistor 52 min Canal +
- 1995 : Jean Yanne, le provocateur masqué 52 min Canal +
- 1995 : Jacques Prévert, le cancre magnifique 45 min Un siècle d'écrivain FR3
- 1995 : Vittorio Gassman, portrait d'un acteur 52 min Canal +
- 1995 : La Maillan 52 min Canal +
- 1996 : Alcibiade 5 épisodes de 13 min avec Jacqueline de Romilly France 5
- 1996 : Jacques Laurent Un siècle d'écrivain 45 min FR3
- 1996 : Pierre Lazareff 52 min Canal +
- 1997 : Cannes... les 400 coups 90 min France 2
- 1997 : François Chalais, la vie comme un roman 52 min France 3
- 1998 : Iggy Pop, la rage de vivre 52 min Arte
- 1999 : Jeunes premiers d'hier et aujourd'hui 52 min France 3
- 1999 : John Maynard Keynes ou le capitalisme sous antidépresseur 52 min Arte
- 2000 : Ingénues et femmes fatales d'hier et aujourd'hui 52 min France 3
- 2000 : Mémoire vivante : Jacques Lacarrière 4 émissions de 52 min Histoire
- 2000 : David Bowie et Mister Jones 52 min Arte
- 2000-2005 : Les grandes séductrices du cinéma TPS
  - Françoise Arnoul 26 min
  - Emmanuelle Béart 26 min
  - Brigitte Fossey 52 min
  - Marlène Jobert 26 min
  - Marie-José Nat 52 min
  - Charlotte Rampling 26 min
  - Marina Vlady 52 min
  - Mireille Darc 26 min
  - Bernadette Lafont 52 min
  - Carole Laure 26 min
  - Alexandra Stewart 52 min
  - Nathalie Baye 26 min
  - Marisa Berenson 26 min
  - Mylène Demongeot 52 min
  - Anny Duperey 26 min
  - Marthe Keller 26 min
  - Lea Massari 26 min
  - Ludmila Mikaël 26 min
  - Dominique Sanda 26 min
  - Sandrine Bonnaire 26 min
  - Marie-Christine Barrault 52 min
  - Cyrielle Clair 26 min
  - Arielle Dombasle 26 min
  - Annie Girardot 26 min
  - Macha Méril 52 min
  - Claire Nebout 26 min
  - Anne Parillaud 52 min
  - Anna Karina 26 min
- 2001 : Vietnam, le retour aux sources 52 min Odyssée - France 5
- 2001 : Coco Chanel, la permanence d'un style 52 min France 2
- 2002 : La Grande rafle du Vel d'hiv 52 min France 5
- 2002 : Les grands séducteurs du cinéma TPS
  - Jean-Paul Belmondo 26 min
  - Jean-Claude Brialy 26 min
  - Jean-Pierre Cassel 26 min
  - Jacques Charrier 52 min
  - Robert Hossein 26 min
  - Jean Piat 52 min
  - Jean Sorel 52 min
  - Richard Anconina 26 min
  - Pierre Arditi 26 min
  - André Dussollier 26 min
  - Tchéky Karyo 52 min
  - Jacques Perrin 26 min
  - Michel Subor 26 min
  - Jacques Weber 26 min
- 2004 : Les belles italiennes du cinéma : Antonella Lualdi 26 min TPS
- 2004 : Claudia Cardinale. Chronique d'une passion 52 min TPS
- 2004 : Elsa Martinelli, la séduction au pouvoir 52 min TPS
- 2004-2006 : Les belles étoiles du cinéma TPS
  - Catherine Alric 26 min
  - Micheline Presle 52 min
  - Catherine Rouvel 26 min
  - Nicole Calfan 26 min
  - Andréa Ferréol 26 min
  - Véronique Jannot 26 min
  - Julie Gayet 26 min
  - Mathilda May 52 min
  - Agnès Soral 52 min
- 2004-2008 : Les grands réalisateurs du cinéma TPS
  - Jacques Becker 26 min
  - Philippe de Broca 52 min
  - Michael Cacoyannis 26 min
  - Nina Companeez 52 min
  - Georges Lautner 26 min
  - Édouard Molinaro 26 min
  - Claude Pinoteau 52 min
  - Bob Swaim 52 min
  - Jean-Charles Tacchella 26 min
  - Yves Boisset 26 min
  - Amos Gitaï 26 min
  - Mohammed Lakhdar-Hamina 26 min
  - Francis Veber 26 min
  - Pasquale Squitieri 26 min
  - Élie Chouraqui 52 min
  - Alain Corneau 26 min
- 2004 : Anna Galiena, une actrice en mouvement 26 min TPS
- 2004 : Omar Sharif, la réussite d'un joueur solitaire 52 min TPS
- 2004 : L'extrême droite dans l'histoire. Du général Boulanger à Le Pen 52 min France 5
- 2005 : L'étoile noire. Mythes et réalités de la vie des stars Martine Carol, Anna Maria Pierangeli, Jayne Mansfield, Natalie Wood, Françoise Dorléac, Jean Seberg, Romy Schneider 52 min France 3
- 2005 : La double carrière de Maria Schneider 52 min TPS
- 2005 : Maurice Nadeau. Révolution et littérature 52 min (version courte) Histoire. Version longue 86 min en DVD
- 2006 : Jean-Jacques Annaud, l'aventure cinématographique 52 min TPS
- 2006 : Raymond Chirat. Un historien excentrique du cinéma 52 min France 3 Lyon
- 2006 : Claude Lelouch. L'homme à la caméra d'or 52 min TPS
- 2006 : Fragiles et sublimes... Stars en clair obscur 52 min France 3
- 2006 : Vietnam, le culte des ancêtres 52 min Odyssée - France 5 Monde
- 2007 : Cannes, 60 ans d'histoire 2 fois 52 min France 3
- 2007 : Jean-Louis Livi, producteur 26 min TPS
- 2007 : Claude Goretta, l'empêcheur de "tourner" en rond 52 min TPS
- 2007 : La double carrière d'Irène Jacob 52 min TPS
- 2007 : Alessandra Martines, princesse du cinéma européen 52 min TPS
- 2007 : Caroline Sihol, la passion faite comédienne 52 min TPS
- 2008 : Brigitte, Marlène et Emmanuelle. Les Belles de Cannes Brigitte Fossey, Marlène Jobert et Emmanuelle Béart 52 min TPS
- 2008 : Marco Tullio Giordana, réalisateur engagé 26 min TPS
- 2008 : Évelyne Bouix en solo et en duo avec Pierre Arditi 52 min TPS
- 2008 : Annie Cordy, la passion fait la force 26 min TPS
- 2008 : Michel Galabru, Un monstre sacré du cinéma 52 min TPS
- 2008 : Robert Hossein, La rédemption d’un acteur 52 min TPS
- 2008 : Marie Laforêt, anti star 52 min TPS
- 2008 : Serge Rezvani, peintre, auteur-compositeur, écrivain 52 min TPS
- 2009 : Paris, Vienne, Berlin. L'Europe de l'opérette. Les folies du XIXe siècle 52 min Arte
- 2009 : Paris, Vienne, Berlin. L'Europe de l'opérette. Le XXe siècle : De l'argent et des femmes 52 min Arte
- 2009 : Le Pouvoir et la Séduction, 90 min, France 3
- 2009 : La divine Miss V Pièce de théâtre (titre original Full Gallop) de Mark Hampton et Mary Louise Wilson, adaptée par Jean-Marie Besset, Mise en scène de Jean-Paul Muel, avec Claire Nadeau, enregistrée au théâtre du Rond-Point. 85 min
- 2010 : Claude Chabrol. Un remède à l'hypocrisie bourgeoise. 52 min. Orange TV
- 2010 : Jean-Claude Carrière ou la transmutation du langage. 52 min. Orange TV
- 2010 : Maria de Medeiros, artiste trans-frontières. 52 min. Orange TV
- 2010 : Sylvie Testud ou l'incarnation sur mesure. 52 min. Orange TV
- 2010 : Philippe Léotard. Un artiste à fleur de peau. 52 min. Orange TV
- 2011 : George Chakiris, cinquante ans après West Side Story, est toujours vivant
- 2011 : La Beauté cachée ou les mécanismes de la fascination. Coréalisé avec Sophie Agacinski. 52 min. Orange TV
- 2012 : Le Mystère Bardot. Coréalisé avec Sophie Agacinski. 52 min. Orange TV

## Récompense
- Sélection hors compétition au Festival de Cannes